# الطاقة المتجددة في فنلندا

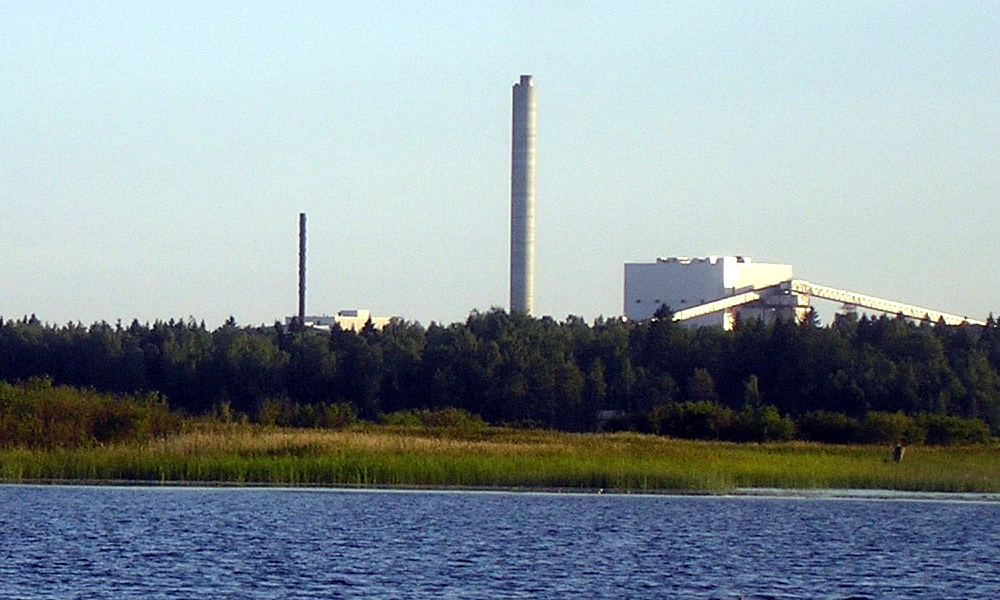

نمت الطاقة المتجددة في فنلندا لتصل إلى 38.7% من إجمالي استهلاك الطاقة النهائي بحلول نهاية عام 2014 (في حين كانت 29.2% فقط في عام 2005)، وحققت المركز الثاني المشترك مع لاتفيا من حيث استهلاك الطاقة المتجددة عن طريق المشاركة فيما بين دول الاتحاد الأوروبي ال 28، وجاءت قبل السويد الدولة الجارة التي حصدت المركز الأول بحصة وصلت إلى 52.6%. بالمجمل، وفرت حصة فنلندا من الطاقة المتجددة في 2014 نحو 52% من قطاع التدفئة والتبريد و31.4% من قطاع الكهرباء و21.6% من قطاع النقل. بحلول عام 2014، تجاوزت فنلندا بالفعل هدف عام 2020 الخاص باستخدام الطاقة المتجددة بموجب توجيه الاتحاد الأوروبي للطاقة المتجددة كما هو موضح في جدول أهداف الدولة.
تضمنت الأهداف الأوروبية السابقة لعام 2010: 22% من مصادر الطاقة المتجددة و12% من الطاقة الأولية المتجددة في عام 2010 (التوجيه والورقة البيضاء). وشملت تلك الأهداف 40 غيغاواط ساعي من طاقة الرياح و3 غيغاواط ساعي و3.55% من الوقود الحيوي (2010). وتم الوصول إلى هدف طاقة الرياح في وقت مبكر من عام 2005.
في عام 2005، كانت حصة الطاقة المتجددة من الكهرباء في فنلندا على النحو التالي: الطاقة الكهرومائية 60%؛ صناعة الخمور السوداء 22%؛ مخلفات الأخشاب الأخرى 16%؛ طاقة الرياح 0.2%؛ وغيرها من وسائل الطاقة المتجددة 1%.

## أهداف الطاقة المتجددة في عام 2020
وفقًا لأهداف الطاقة المتجددة في فنلندا لعام 2020، فهي: 38% بشكل كلي؛ التدفئة والتبريد 47%؛ الكهرباء 33%؛ النقل 20%. مقارنة بالأهداف السويدية: 50% بشكل كلي؛ التدفئة والتبريد 62%؛ الكهرباء 63%؛ والنقل 14%. تصنف فنلندا مخلفات الأحماض الدهنية لزيت النخيل بأنها مستدامة على عكس السويد.

## الطاقة في فنلندا
تختلف فنلندا عن معظم البلدان الصناعية بأن الكثير من احتياجاتها من الطاقة تنبع من الشروط النوردية. تقع فنلندا بين خطي عرض 60 و70 درجة شمالًا ويقع ربع مساحتها شمال الدائرة القطبية الشمالية. في الواقع، يمثل الفنلنديون ثلث إجمالي الأشخاص الذين يعيشون شمال خط العرض 60. يبلغ متوسط درجة الحرارة السنوي في جنوب البلاد نحو 5 درجات مئوية بينما يبلغ متوسط درجة الحرارة السنوي في الشمال نحو 0 درجة مئوية. يبلغ متوسط وحدة درجات التدفئة في اليوم في فنلندا نحو 5000، أي أكثر بكثير من السويد والنرويج التي يبلغ متوسط وحدة درجات التدفئة في اليوم فيهما 4000. وبالتالي، فإن المناخ الفنلندي هو الأكثر برودة في الاتحاد الأوروبي، وبالتالي، يُستخدم جزء كبير من الطاقة (22%) لتدفئة المباني.
زاد استهلاك الطاقة في فنلندا بنسبة 44% في الكهرباء و30% في إجمالي استخدام الطاقة بين عامي 1990-2006. كانت الزيادة في استهلاك الكهرباء البالغة 15000 غيغاواط في الساعة (بين عامي 2005-1995) أكثر من إجمالي الطاقة الكهرومائية في فنلندا. زاد الاستهلاك بشكل متساوٍ تقريبًا في جميع القطاعات (الصناعة والسكن والخدمات). كانت حصة الكهرباء المتجددة في فنلندا مستقرة (بين عامي 2005-1998): وبلغت نحو 11-12% بالإضافة إلى الطاقة الكهرومائية المتغيرة سنويًا، التي بلغ مجموعها 24-27%. ساهمت الصناعات الحرجية بنسبة 57% في الطاقة المتجددة المتولدة عن طريق حرق الخمور السوداء والحطب في عام 1990. وبحلول عام 2005، ارتفعت هذة النسبة إلى 67%. يتكون الباقي في المقام الأول من الطاقة الكهرومائية. طُورت الغالبية العظمى من مواقع الطاقة الكهرومائية القابلة للتطبيق في فنلندا كما هو الحال مع معظم بلدان العالم الأول. 
تستخدم الصناعات الحرجية 30% من إجمالي الكهرباء في فنلندا (بين عامي 2005-1990). استُخدمت معالجة النفايات ومخلفات الأخشاب والخمور السوداء لإنتاج 7000-8000 غيغاواط ساعي من الكهرباء في عام 2005. ومع ذلك، انخفض استهلاك الكهرباء خلال تلك السنة بنسبة 10% مقارنة بعام 2004 نتيجة نزاع عمالي طويل ضمن قطاع الصناعات الحرجية. بلغ استهلاك الطاقة في فنلندا (في عام 2005) 17.3 ميغاواط من الكهرباء للفرد مقارنة بألمانيا 7.5 ميغاواط للفرد. يتضمن هذا الرقم فقدان الطاقة في التوزيع.
تُغطّى نحو 25% من الطاقة الأولية المستهلكة في فنلندا بمصادر الطاقة المتجددة. ويُعتبر هذا الرقم أحد أعلى الأرقام بين جميع الدول الصناعية وثالث أعلى رقم في الاتحاد الأوروبي. تعد فنلندا من بين الدول الرائدة في استخدام الكتلة الحيوية في إنتاج الطاقة: حصة الطاقة الحيوية هي 20% من إجمالي استهلاك الطاقة الأولية؛ وبالتالي، فهي ثاني أعلى نسبة في الاتحاد الأوروبي بعد لاتفيا. كان الهدف من الطاقة المتجددة (في عام 2005) استعمال 35% منها في الكهرباء (2010-1997). ومع ذلك، انخفض الهدف الفنلندي (في عام 2006) إلى 31.5% (2010-1997). وفقًا لـ «تقرير الحالة العالمية المتجددة»، تهدف فنلندا إلى زيادة الطاقة المتجددة بنسبة 2% فقط خلال 13 عامًا.
يعد الهدف القاضي بزيادة استعمال الطاقة المتجددة بنسبة 2% خلال 13 عامًا، من بين الأهداف الأكثر تواضعًا في جميع دول الاتحاد الأوروبي. نمت انبعاثات ثاني أكسيد الكربون الفنلندية بنسبة 14.5% (2004-1990)، في حين كان متوسط الانبعاثات في الاتحاد الأوروبي 0.6%.

## القطاع الخاص
تعتمد أسواق الطاقة في فنلندا على المشاريع الحرة والمنافسة المفتوحة. وأصبحت صناعة الطاقة الكهربائية في فنلندا مفتوحة للمنافسة منذ التشريع الجديد لسوق الكهرباء في عام 1995. في نفس المناسبة، انضمت فنلندا إلى منطقة سوق الكهرباء المشتركة لدول الشمال حيث يتم تحديد الأسعار الفورية للكهرباء في بورصة الكهرباء المشتركة «نوردبول». يمكن شراء الطاقة وبيعها بحرية في فنلندا والسويد والنرويج ومعظم أنحاء الدنمارك.
لا يوجد سوق وطني خاص بالتدفئة في المقاطعات نتيجة أسباب تقنية، مثل عدم إمكانية نقل الطاقة الحرارية لمسافات طويلة. ومع ذلك، تنتج شركات الطاقة نفسها الطاقة الحرارية في المناطق ضمن محطات التدفئة المركزية أو محطات التوليد الصناعي. 
على المستوى المحلي، يوجد عادةً مزود حرارة واحد فقط في المنطقة، مما يعني أن المنافسة تجري بين مصادر الحرارة البديلة. يشيع استخدام وقود الكتلة الحيوية وفحم المستنقعات للتدفئة في المناطق. كما يبيع رواد الأعمال المحليين بعض الطاقة الحرارية المنتجة باستعمال وقود الكتلة الحيوية للمناطق على نطاق صغير. تمتلك الشركة الحكومية لتعزيز كفاءة استخدام الطاقة «موتيفا» برنامجًا لتعزيز مشاريع التدفئة الصغيرة.
كل دولة مسؤولة بشكل مستقل عن شبكة النقل الخاصة بها في سوق الكهرباء المشتركة لدول الشمال. في فنلندا، تمتلك شركات الطاقة المحلية شبكات التوزيع المحلية بشكل أساسي. تملك شركة «فينغريد» التابعة جزئيًا للحكومة ولشركات الطاقة وللمستثمرين الماليين شبكة النقل الوطنية. من المتوقع حدوث تغييرات كبيرة في ملكية «فينغريد» وذلك من خلال منع التشريعات الجديدة للاتحاد الأوروبي منتجي الطاقة من امتلاك أجزاء من شبكة النقل.
علاوة على ذلك، فإن العديد من الشركات الصناعية هي نفسها منتجة رئيسية للطاقة كما هو الحال في عدد من المصانع التي تُستخدم فيها معالجة النفايات كوقود. ينشأ هذا الوقود في معظم الحالات عن معالجة الأخشاب، ولذلك يُعد من مصادر الطاقة المتجددة. بالتالي يشمل أهم منتجي الطاقة الحيوية في فنلندا جميع شركات صناعة الخشب والورق الرئيسية.
أكبر شركة لإنتاج طاقة الرياح في فنلندا هي شركة «هوتيتوولي» التي تمتلكها شركات الطاقة في مختلف المدن، وتنتج هذه الشركة نحو ثلث طاقة الرياح في فنلندا. في حين تنتج العديد من الشركات الأخرى الكمية الباقية من هذه الطاقة ضمن محطات الطاقة الصغيرة نسبيًا.
تُعتبر فنلندا منتِج متزايد للتكنولوجيا المتعلقة بالطاقة المتجددة. تمتلك تكنولوجيا الطاقة المتجددة حصة كبيرة من تجارة الطاقة.